# Estación Macedo
Macedo es una estación ferroviaria ubicada en el pequeño paraje del mismo nombre, en el partido de General Madariaga, Provincia de Buenos Aires, Argentina.

## Servicios
La estación era intermedia del servicio que se prestaba entre General Guido y Vivoratá. Actualmente la estación es utilizada para fiestas regionales (Fiesta del Kiwi) 
No presenta servicios de pasajeros ni de carga y su ramal se encuentra en completo estado de abandono.  

## Historia
Fue inaugurada en 1912 cuando el Ferrocarril del Sud habilitó la parada a unos 29 km del mar.